# Espresso (chanson de Sabrina Carpenter)
Pour les articles homonymes, voir Espresso.
Singles de Sabrina Carpenter
You Need Me Now?
(2024) Please Please Please
(2024)
Espresso est une chanson de l'auteure-compositrice-interprète américaine Sabrina Carpenter sortie en tant que single le 11 avril 2024 via le label Island Records. Il s'agit du premier  et dernier  extrait de l'album Short n' Sweet.

## Production
Le 16 janvier 2024, Sabrina Carpenter est annoncée comme performeuse au festival américain Coachella, organisé à Indio, en Californie. Elle annonce un nouveau single, avant sa prestation au festival, via des panneaux publicitaires. Elle annoncé la sortie de Espresso sur ses comptes de réseaux sociaux le 8 avril 2024, ainsi que sa date de sortie et sa pochette. Elle légende le message avec : « Je voulais juste sortir une petite chanson avant Coachella ». Island Records publiera le single en streaming et en téléchargement numérique, tandis que Polydor Records le publiera au format vinyle et cassette.
Espresso est le premier extrait du sixième album studio de la chanteuse intitulé Short n' Sweet dont la sortie est prévue le 23 août 2024. 

## Polémique
En avril 2024, Sabrina Carpenter est accusée par un chanteur français, Alex Urbane, de plagier son titre du même nom, publié en 2020. Il souligne les similitudes entre les deux titres, tant au niveau de la mélodie que du visuel du clip,,.

## Liste des pistes
- 7 pouces / cassette[9],[10]

Face A
1. Espresso

Face B
1. Espresso (On Vacation Version)

## Historique des versions
| Région      | Date          | Format(s)       | Étiquette        | Ref.   |
| ----------- | ------------- | --------------- | ---------------- | ------ |
| Divers      | 11 avril 2024 |                 | Island Records   | [ 3 ]  |
| Royaume-Uni | 7 juin 2024   |                 | Polydor          | ,      |
| Canada      | 7 juin 2024   | 7 pouces simple | Canada universel | [ 11 ] |

## Classements hebdomadaires
| Classement (2024)                       | Meilleure position |
| --------------------------------------- | ------------------ |
| Allemagne (GfK Entertainment)           | 4                  |
| Australie (ARIA)                        | 1                  |
| Autriche (Ö3 Austria Top 40)            | 5                  |
| Belgique (Flandre Ultratop 50 Singles)  | 1                  |
| Belgique (Wallonie Ultratop 50 Singles) | 1                  |
| Canada (Hot 100)                        | 3                  |
| Danemark (Tracklisten)                  | 3                  |
| Espagne (Promusicae)                    | 26                 |
| États-Unis (Hot 100)                    | 3                  |
| États-Unis (Pop Airplay)                | 1                  |
| Finlande (Suomen virallinen lista)      | 12                 |
| France (SNEP)                           | 7                  |
| Hong Kong (Billboard)                   | 9                  |
| Irlande (Irish Singles Chart)           | 1                  |
| Italie (FIMI)                           | 32                 |
| Luxembourg (Billboard)                  | 2                  |
| (Billboard Global 200)                  | 1                  |
| Norvège (VG-lista)                      | 2                  |
| Nouvelle-Zélande (RMNZ)                 | 2                  |
| Pays-Bas (Single Top 100)               | 4                  |
| Pologne (Airplay Top 100)               | 4                  |
| Portugal (AFP)                          | 2                  |
| Royaume-Uni (UK Singles Chart)          | 1                  |
| Suède (Sverigetopplistan)               | 4                  |
| Suisse (Schweizer Hitparade)            | 2                  |